# Hymenophyllum glaziovii
Hymenophyllum glaziovii là một loài thực vật có mạch trong họ Hymenophyllaceae. Loài này được Baker mô tả khoa học đầu tiên năm 1886.